# Archer Grand Prix
L' Archer Grand Prix va ser una competició ciclista d'un sol dia que es disputa al Regne Unit. Creada el 1956, el 2005 va entrar al calendari de l'UCI Europa Tour. La seva última edició es va córrer al 2007.

## Palmarès (1956-1998)
| - 1956: Alfred Howling - 1957: Tony Hall - 1958: Brian Wiltcher - 1959: Ron Coe - 1960: Billy Holmes - 1961: Gilbert Taylor - 1962: Albert Hitchen - 1963: Mike Shea - 1964: Derek Harrison - 1965: Les West - 1966: Hugh Porter - 1967: Dave Rollinson - 1968: Jan Krekels - 1969: Martyn Roach | - 1970: Hugo De Haes - 1971: Richard Jones - 1972: Jørgen Emil Hansen - 1973: Jørgen Emil Hansen - 1974: Vern Hanaray - 1975: Ryszard Szurkowski - 1976: Paul Sherwen - 1977: Paul Sherwen - 1978: Phil Griffiths - 1979: Jørgen Emil Hansen - 1980: Jeff Williams - 1981: Alan Gornall - 1982: Steve Joughin - 1983: Mark Bell | - 1984: Mark Walsham - 1985: Peter Sanders - 1986: Wayne Randle - 1987: Steve Farrell - 1988: Philip Cassidy - 1989: Steve Farrell - 1990: Steve Farrell - 1991: Steve Farrell - 1992: Peter Longbottom - 1993: David Williams - 1994: Paul Curran - 1995: Chris Newton - 1996: Gary Baker - 1997: John Tanner - 1998: Jon Clay |

## Palmarès (1999-2007)
| Any  | Vencedor         | Segon            | Tercer         |
| ---- | ---------------- | ---------------- | -------------- |
| 1999 | Chris Walker     | Matthew Stephens | Julian Winn    |
| 2000 | Roger Hammond    | David McCann     | Huw Pritchard  |
| 2001 | Gordon McCauley  | Antony Malarzcyk | Tommy Evans    |
| 2002 | Gordon McCauley  | Kevin Dawson     | John Tanner    |
| 2003 | David O'Loughlin | Chris Newton     | John Tanner    |
| 2004 | Julian Winn      | John Tanner      | Jonathan Dayus |
| 2005 | John Tanner      | Kevin Dawson     | Jonathan Dayus |
| 2006 | Mariusz Wiesiak  | Malcolm Elliott  | Robin Sharman  |
| 2007 | Simon Gaywood    | Matthew Talbot   | Andrew Roche   |